# Sceloporus goldmani
Sceloporus goldmani (купинна ігуана Голдмана) — вид ігуаноподібних ящірок родини фриносомових (Phrynosomatidae). Ендемік Мексики. Вид названий на честь американського натураліста Едварда Альфонсо Голдмана.

## Поширення і екологія
Купинні ігуани Голдмана мешкають на Мексиканському нагір'ї, від південної Коауїли до центральних районів Сан-Луїс-Потосі, Нуево-Леона, Халіско і Агуаскальєнтеса. Вони живуть на сухих луках, порослих ксерофітними чагарниками, трапляються у вторинних заростях. Зустрічаються на висоті від 1600 до 2000 м над рівнем моря. Є живородними.

## Збереження
МСОП класифікує цей вид як такий, що перебуває під загрозою зникнення. Sceloporus goldmani загрожує знищення природного середовища. 